# Jarosław W. Kłos
Jarosław Wojciech Kłos – polski fizyk, doktor habilitowany nauk fizycznych, specjalizuje się w fizyce nanomateriałów, stanach powierzchniowych, kryształach magnonicznych, grafenie oraz ogniwach fotowoltaicznych, nauczyciel akademicki Uniwersytetu im. Adama Mickiewicza w Poznaniu.

## Życiorys
Naukowo związany z poznańskim Wydziałem Fizyki UAM, gdzie zdobywał kolejne awanse akademickie. Stopień doktorski uzyskał w 2004 na podstawie pracy pod tytułem Współistnienie stanów powierzchniowych typu Tamma i Shockleya (promotorem był prof. Henryk Puszkarski). Habilitował się w 2014 na podstawie oceny dorobku naukowego i pracy zatytułowanej Periodyczne heterostruktury półprzewodnikowe jako aktywne elementy ogniw słonecznych. 
Na macierzystym wydziale pracuje jako adiunkt w Zakładzie Fizyki Nanomateriałów (kierownik Pracowni Elektroniki Cyfrowej). Prowadzi zajęcia z mechaniki klasycznej i relatywistycznej oraz z fizyki kompozytów o periodycznej nanostrukturze. Jest członkiem Polskiego Towarzystwa Fizycznego. Swoje prace publikował m.in. w "Journal of Applied Physics", "Physical Review B" oraz "Advances in Condensed Matter Physics".